# Jason LaBarbera
Antonio Jason LaBarbera (* 18. ledna 1980, Burnaby, Britská Kolumbie, Kanada) je bývalý kanadský profesionální hokejový brankář, který mezi lety 2000–2015 nastoupil k téměř 200 utkáním v NHL.

## Kariéra
LaBarbera začínal svojí juniorskou kariéru v týmu Tri-City Americans, ve kterém, ale chytal pouze ve dvou zápasech a poté odešel do týmu Portland Winterhawks. Oba tyto týmy hráli v lize Western Hockey League. Ve své poslední sezóně mezi juniory přestoupil do týmu Spokane Chiefs. V roce 1998 byl vybrán v draftu NHL na celkově 66. místě týmem New York Rangers. Svůj první zápas za Rangers odchytal v sezóně 2000-01 poté, co vystřídal Kirka McLeana v prohraném zápase 6:8 proti Pittsburghu Penguins. Během sezóny hrál i v nižších severoamerických ligách American Hockey League a ECHL za farmářské týmy Hartford Wolf Pack a Charlotte Checkers.
V nižších ligách hrál i v sezónách 2001-02, 2002-03, 2003-04 a 2004-05 (až na 4 zápasy v sezóně 2003-04, které sehrál za Rangers). V AHL získal několik brankářských cen. I přes úspěchy s ním New York Rangers pro nadpočet brankářů (např. Henrik Lundqvist nebo Al Montoya) neprodloužili smlouvu. Jako volný hráč podepsal smlouvu s Los Angeles Kings, kde v pozici druhého brankáře kryl záda Mathieuovi Garonovi. V Los Angeles vychytal své první čisté konto při vítězství 4:0 nad San Jose Sharks. V sezóně 2006-07 hrál v AHL za tým Manchester Monarchs. Po sezóně s Kings o dva roky prodloužil smlouvu. V sezóně 2007-08 chytal první plnohodnotnou sezónu NHL, když hrál ve 45 zápasech Kings. Během sezóny 2008-09 byl vyměněn do Vancouveru Canucks za 7. kolo draftu NHL 2009.
Ve Vancouveru měl nahradit zraněného Roberta Luonga a dělat náhradníka Curtisu Sanfordovi. 1. července 2009 podepsal smlouvu s Phoenixem Coyotes, kde působil jako záloha za Iljou Bryzgalovem. Ve Phoenixu vydržel do konce ročníku 2012/13, poté byl umístěn na listinu volných hráčů, odkud si ho 5. července 2013 stáhl tým Edmonton Oilers. Za Oilers odehrál v následující sezóně sedm utkání a zbytek kariéry, s výjimkou sezóny 2014/15, kdy odehrál dalších pět za Anaheim Ducks, strávil v AHL.

## Úspěchy

### Individuální úspěchy
- WHL 1. All-Star Team - 1999-00
- Aldege "Baz" Bastien Memorial Award - 2003-04, 2006-07
- Les Cunningham Award - 2003-04
- Harry "Hap" Holmes Memorial Award - 2004-05, 2006-07
- AHL 1. All-Star Team - 2006-07

## Statistiky

### Statistiky v základní části
| 2000-01     | New York Rangers       | NHL         | 1   | 0.00 | 100  | 0   | 0   | 0   | 2    | 0  | 10     |
| 2000-01     | Hartford Wolf Pack     | AHL         | 4   | 4.61 | 87,1 | 1   | 1   | 12  | 81   | 0  | 156    |
| 2001-02     | Hartford Wolf Pack     | AHL         | 20  | 3.12 | 91,2 | 7   | 11  | 55  | 573  | 0  | 1058   |
| 2002-03     | Hartford Wolf Pack     | AHL         | 46  | 2.57 | 91,5 | 18  | 17  | 105 | 1134 | 2  | 2452   |
| 2003-04     | New York Rangers       | NHL         | 4   | 4.85 | 82,4 | 1   | 2   | 16  | 75   | 0  | 198    |
| 2003-04     | Hartford Wolf Pack     | AHL         | 59  | 1.59 | 93,6 | 34  | 9   | 90  | 1324 | 13 | 3393   |
| 2004-05     | Hartford Wolf Pack     | AHL         | 53  | 1.84 | 93,4 | 31  | 16  | 90  | 1284 | 6  | 2937   |
| 2005-06     | Los Angeles Kings      | NHL         | 29  | 2.89 | 90,0 | 11  | 9   | 69  | 619  | 1  | 1433   |
| 2005-06     | Manchester Monarchs    | AHL         | 3   | 3.25 | 90,7 | 1   | 1   | 10  | 98   | 0  | 185    |
| 2006-07     | Manchester Monarchs    | AHL         | 62  | 2.21 | 93,3 | 39  | 20  | 133 | 1862 | 7  | 3619   |
| 2007-08     | Los Angeles Kings      | NHL         | 45  | 3.00 | 91,0 | 17  | 23  | 121 | 1220 | 1  | 2421   |
| 2008-09     | Los Angeles Kings      | NHL         | 19  | 2.83 | 89,3 | 5   | 8   | 47  | 393  | 2  | 995    |
| 2008-09     | Vancouver Canucks      | NHL         | 9   | 2.66 | 91,5 | 3   | 2   | 20  | 215  | 0  | 451    |
| 2009-10     | Phoenix Coyotes        | NHL         | 17  | 2.14 | 92,8 | 8   | 5   | 33  | 426  | 0  | 927    |
| 2010-11     | Phoenix Coyotes        | NHL         | 17  | 3.27 | 90,9 | 7   | 6   | 48  | 481  | 2  | 882    |
| 2011-12     | Phoenix Coyotes        | NHL         | 19  | 2.54 | 91,2 | 3   | 9   | 43  | 443  | 0  | 1015   |
| 2012-13     | Phoenix Coyotes        | NHL         | 15  | 2.64 | 92,3 | 4   | 6   | 32  | 386  | 0  | 726    |
| 2013-14     | Edmonton Oilers        | NHL         | 7   | 3.28 | 87,0 | 1   | 3   | 19  | 127  | 0  | 348    |
| 2013-14     | Oklahoma City Barons   | AHL         | 2   | 1.93 | 95,3 | 0   | 1   | 4   | 82   | 0  | 124    |
| 2013-14     | Rockford IceHogs       | AHL         | 32  | 2.94 | 90,1 | 15  | 15  | 91  | 831  | 0  | 1859   |
| 2014-15     | Norfolk Admirals       | AHL         | 34  | 2.62 | 91,2 | 9   | 16  | 85  | 886  | 3  | 1948   |
| 2014-15     | Anaheim Ducks          | NHL         | 5   | 2.61 | 90,9 | 2   | 0   | 9   | 90   | 0  | 207    |
| 2015-16     | Lehigh Valley Phantoms | AHL         | 23  | 3.02 | 89,9 | 7   | 14  | 66  | 585  | 1  | 1313   |
| NHL celkově | NHL celkově            | NHL celkově | 187 | 2.85 | 90,7 | 62  | 73  | 457 | 4477 | 6  | 9613   |
| AHL celkově | AHL celkově            | AHL celkově | 338 | 2.33 | 92,2 | 162 | 121 | 741 | 8740 | 32 | 19 044 |

### Statistiky v play off
| 2002-03     | Hartford Wolf Pack  | AHL         | 2  | 3.07 | 86,7 | 0  | 2  | 6  | 39   | 0 | 117  |
| 2003-04     | Hartford Wolf Pack  | AHL         | 16 | 1.73 | 93,5 | 11 | 5  | 30 | 431  | 3 | 1043 |
| 2004-05     | Hartford Wolf Pack  | AHL         | 4  | 2.27 | 94,0 | 1  | 3  | 9  | 141  | 0 | 238  |
| 2006-07     | Manchester Monarchs | AHL         | 13 | 2.77 | 91,1 | 6  | 7  | 38 | 391  | 1 | 824  |
| AHL celkově | AHL celkově         | AHL celkově | 35 | 2.24 | 92,4 | 18 | 17 | 83 | 1002 | 4 | 2222 |